# Louzignac
Louzignac ist eine französische Gemeinde mit 172 Einwohnern (Stand: 1. Januar 2022) im Département Charente-Maritime in der Region Nouvelle-Aquitaine (vor 2016: Poitou-Charentes); sie gehört zum Arrondissement Saint-Jean-d’Angély und zum Kanton Matha. Die Einwohner werden Louzignacais und Louzignacaises genannt.

## Geographie
Louzignac liegt etwa 75 Kilometer ostsüdöstlich von La Rochelle in der Saintonge. Umgeben wird Louzignac von den Nachbargemeinden Haimps im Norden und Nordwesten, Siecq im Osten, Ballans im Süden, Brie-sous-Matha im Süden und Südwesten sowie Sonnac im Westen.

## Bevölkerungsentwicklung
| Jahr                       | 1962 | 1968 | 1975 | 1982 | 1990 | 1999 | 2006 | 2017 |
| Einwohner                  | 196  | 196  | 171  | 158  | 166  | 149  | 163  | 160  |
| Quellen: Cassini und INSEE |      |      |      |      |      |      |      |      |

## Sehenswürdigkeiten
- Kirche Saint-Martial aus dem 11./12. Jahrhundert

Siehe auch: Liste der Monuments historiques in Louzignac

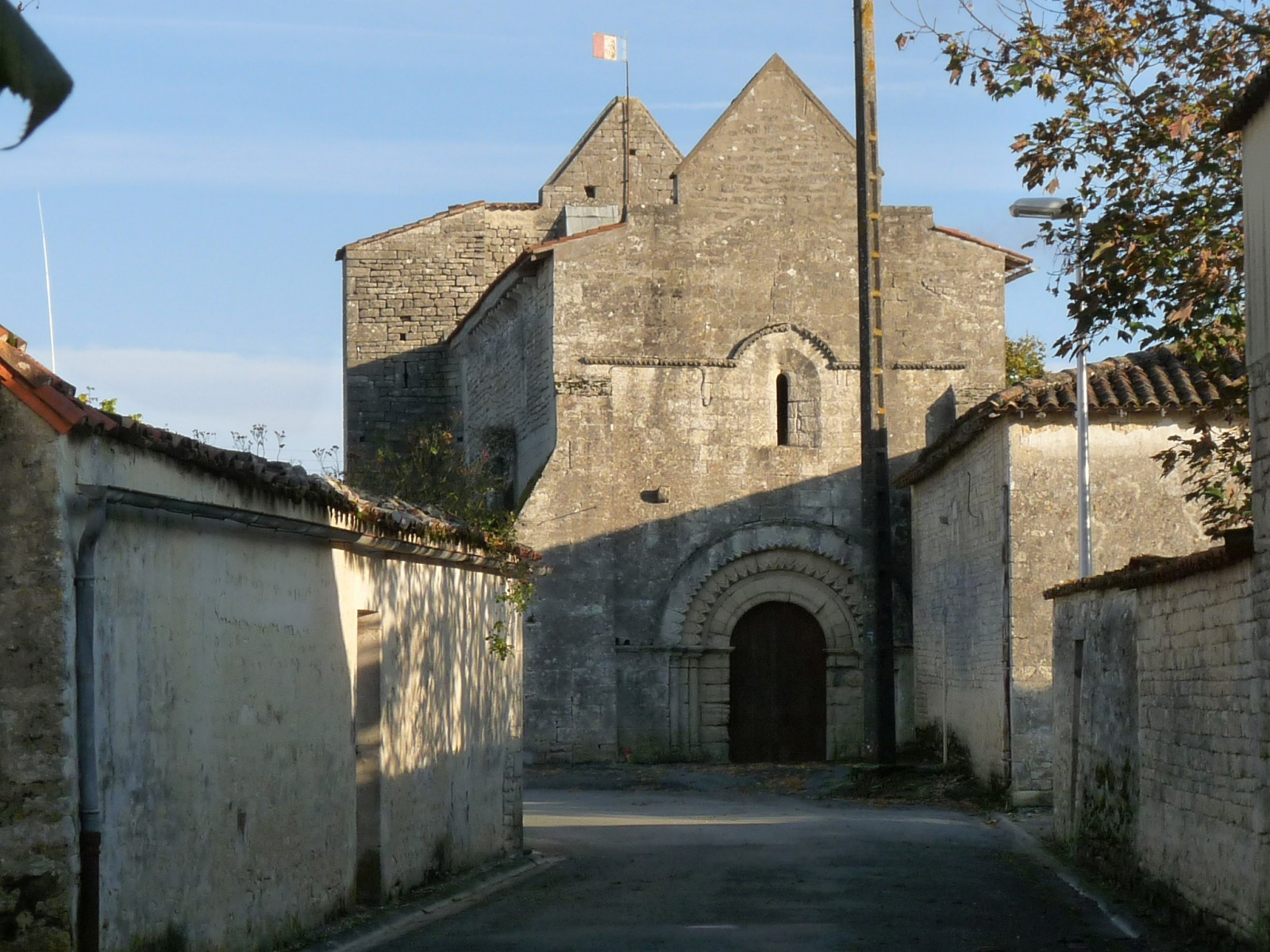
Kirche Saint-Martial